# Вулиця Віталія Скакуна (Київ)
Ву́лиця Віталія Скакуна — вулиця в Солом'янському районі міста Києва, місцевість Відрадний. Пролягає від вулиці Академіка Шалімова до кінця забудови.
Прилучаються Метробудівська вулиця і бульвар Вацлава Гавела.

## Історія
Вулиця виникла у 50-х роках XX століття під назвою Нова́. 
У 1957 — 2022 роках носила назву вулиця Каблукова. У довіднику «Вулиці Києва», виданому 1995 року, стверджувалося, що назва вулиці — «Академіка Каблукова», на честь російського вченого, академіка АН СРСР І. О. Каблукова, хоча ні в попередніх виданнях довідника, ні фактично на адресних табличках по вулиці в назві не міститься слова «Академіка».
2022 року перейменована на честь Героя України (посмертно) Віталія Скакуна.

## Установи та заклади
- Управління реконструкції і будівництва ВАТ «Київметробуд» (буд. № 4).

### Навчальні заклади
- Середня загальноосвітня школа № 161 (буд. № 14).
- Навчальний центр ВАТ «Київметробуд» (буд. № 6).

### Спортивні заклади
- Спорткомплекс «Металіст» (буд. № 26).

## Зображення

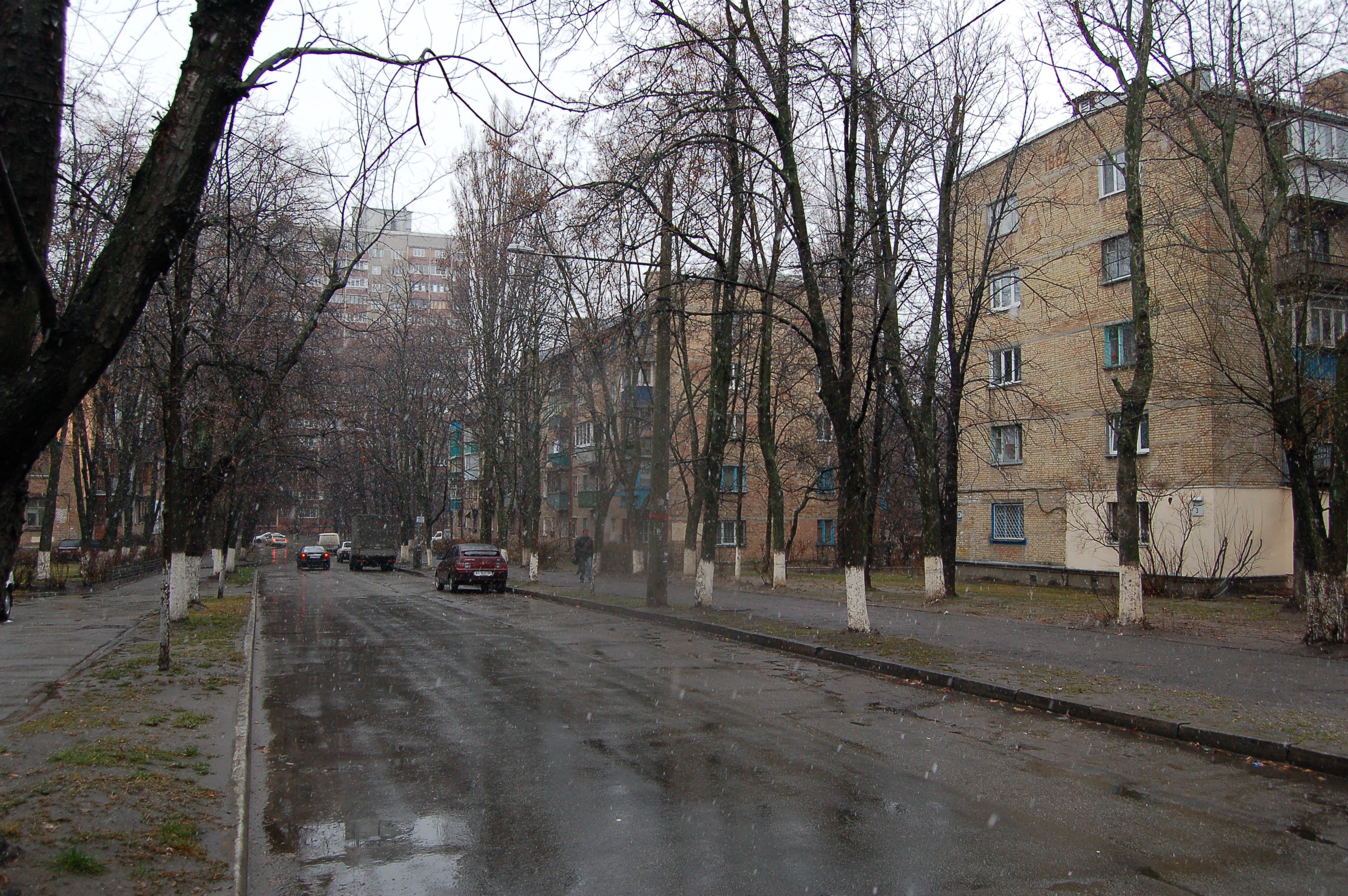
У бік вулиці Академіка Шалімова
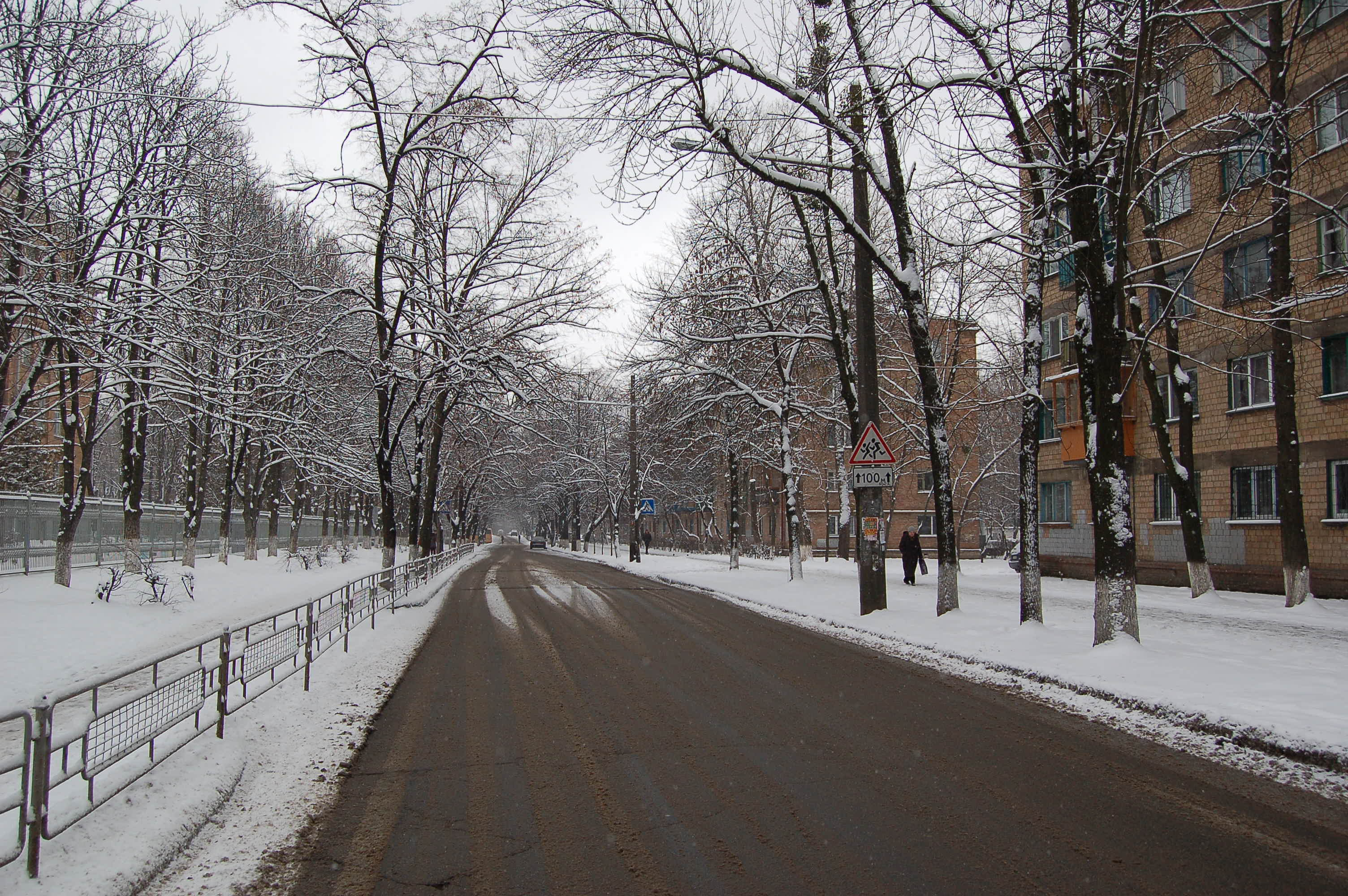
Поблизу школи № 161
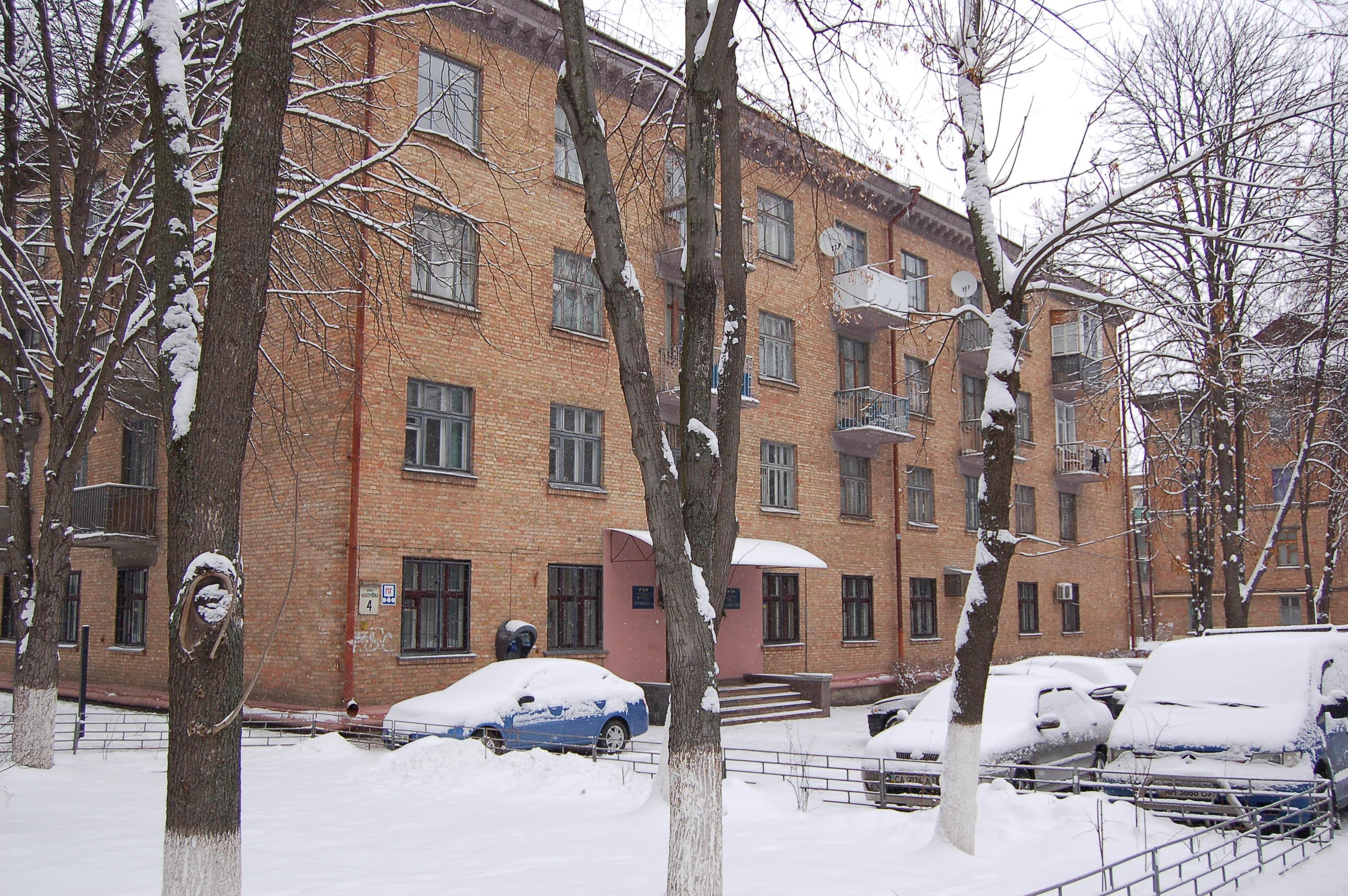
Будинок № 4
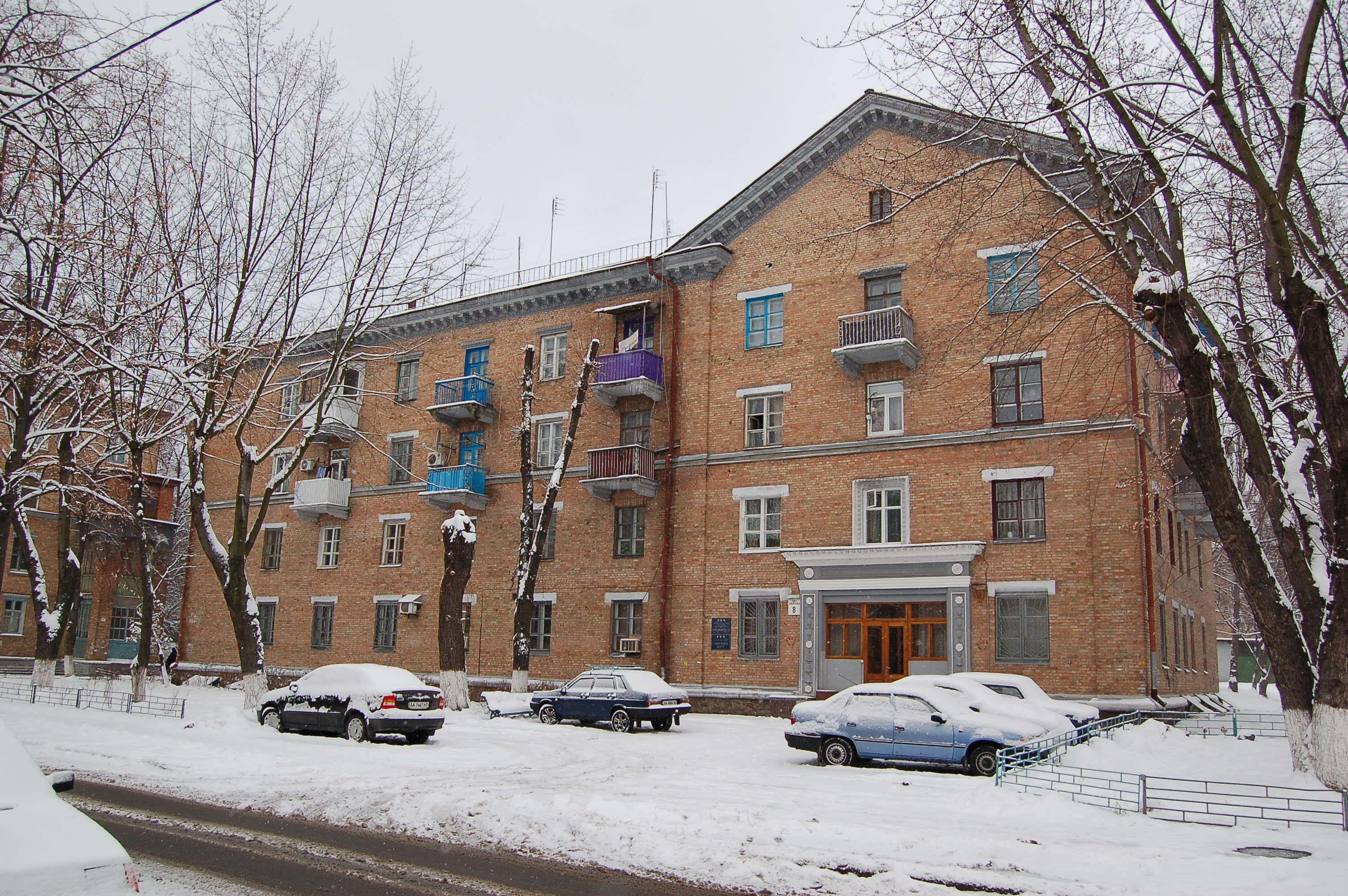
Будинок № 6
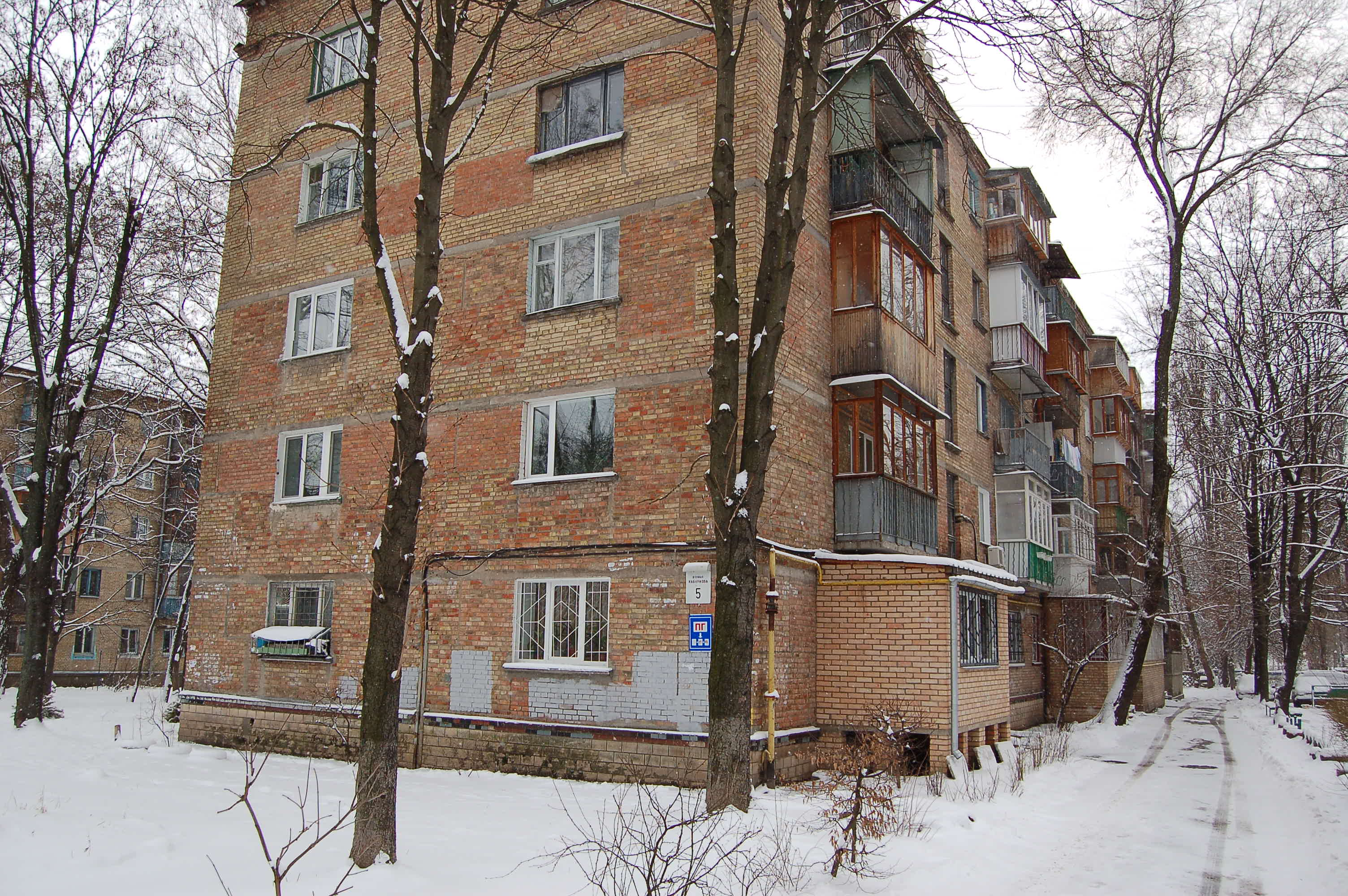
Будинок № 5
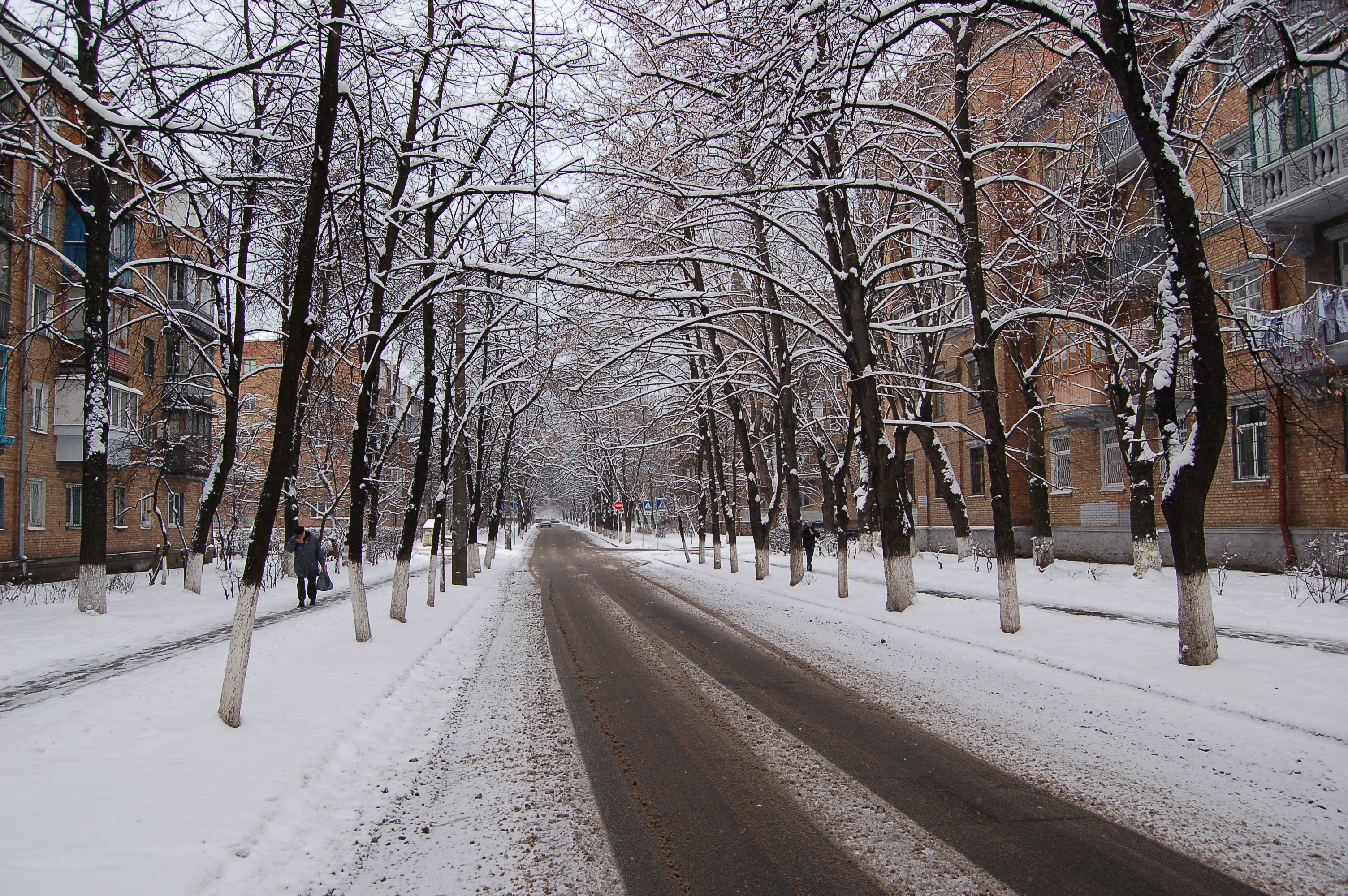
Поблизу перехрестя з Метробудівською вулицею
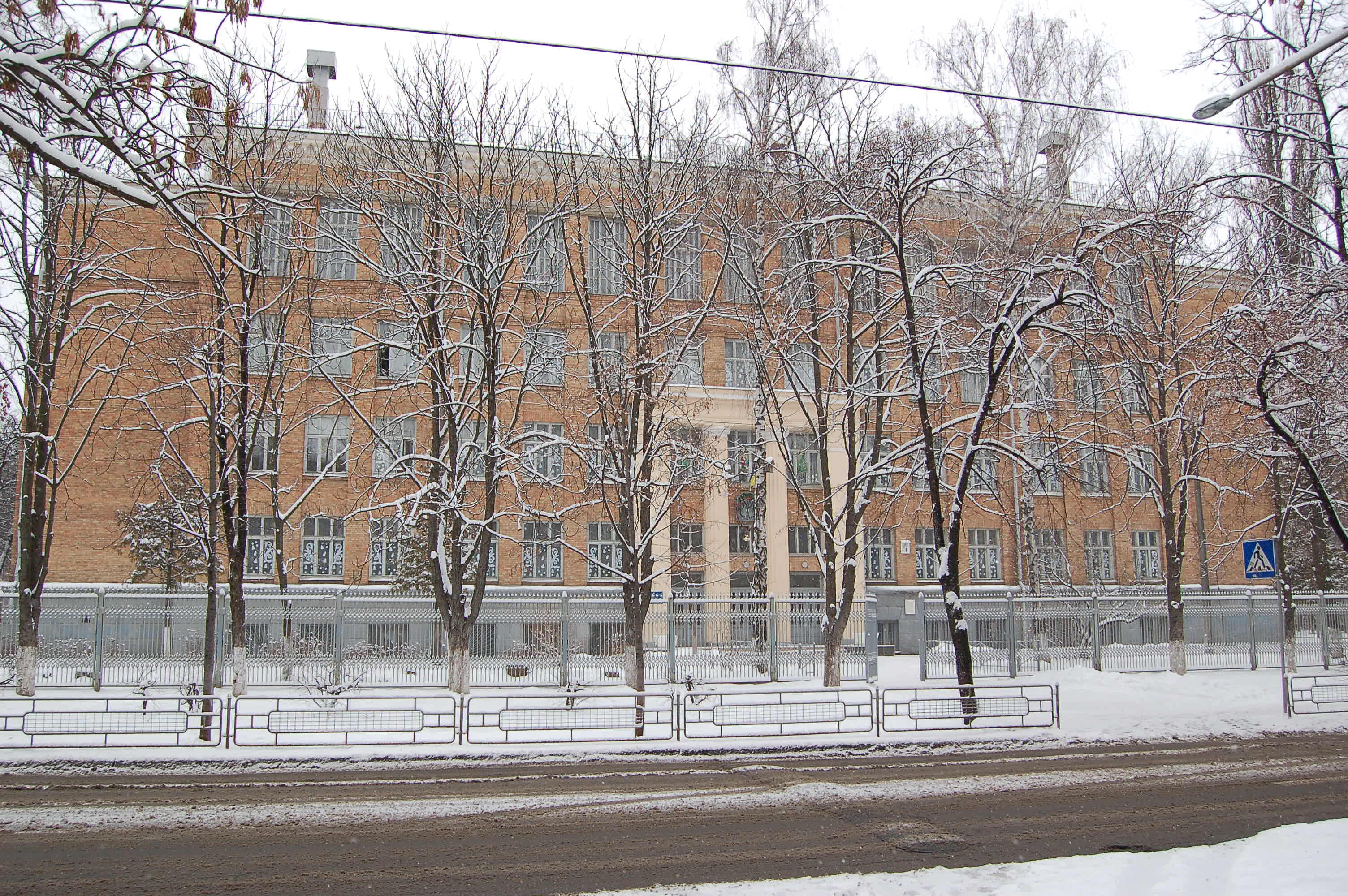
Школа № 161
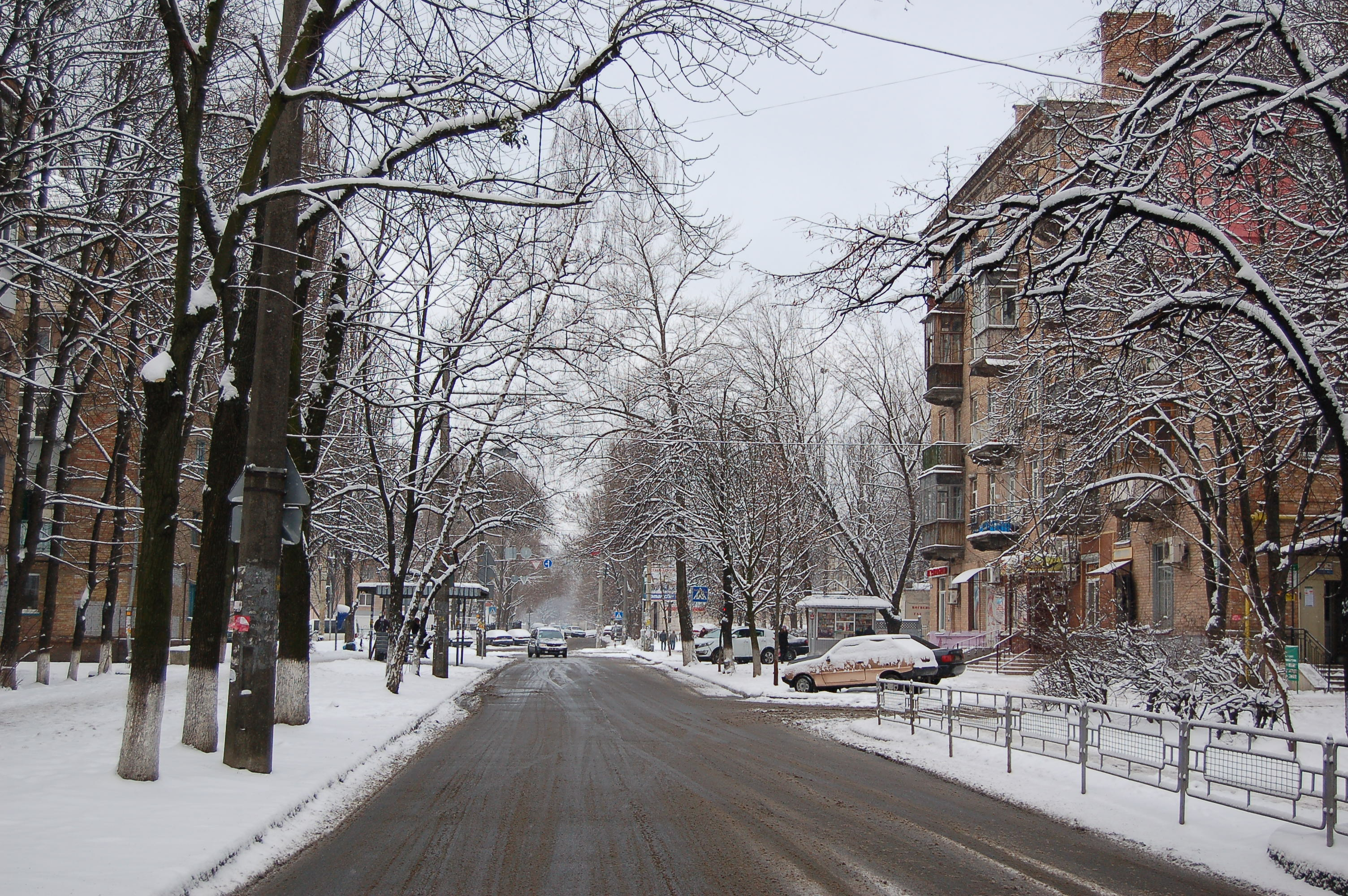
Поблизу перехрестя з бульваром
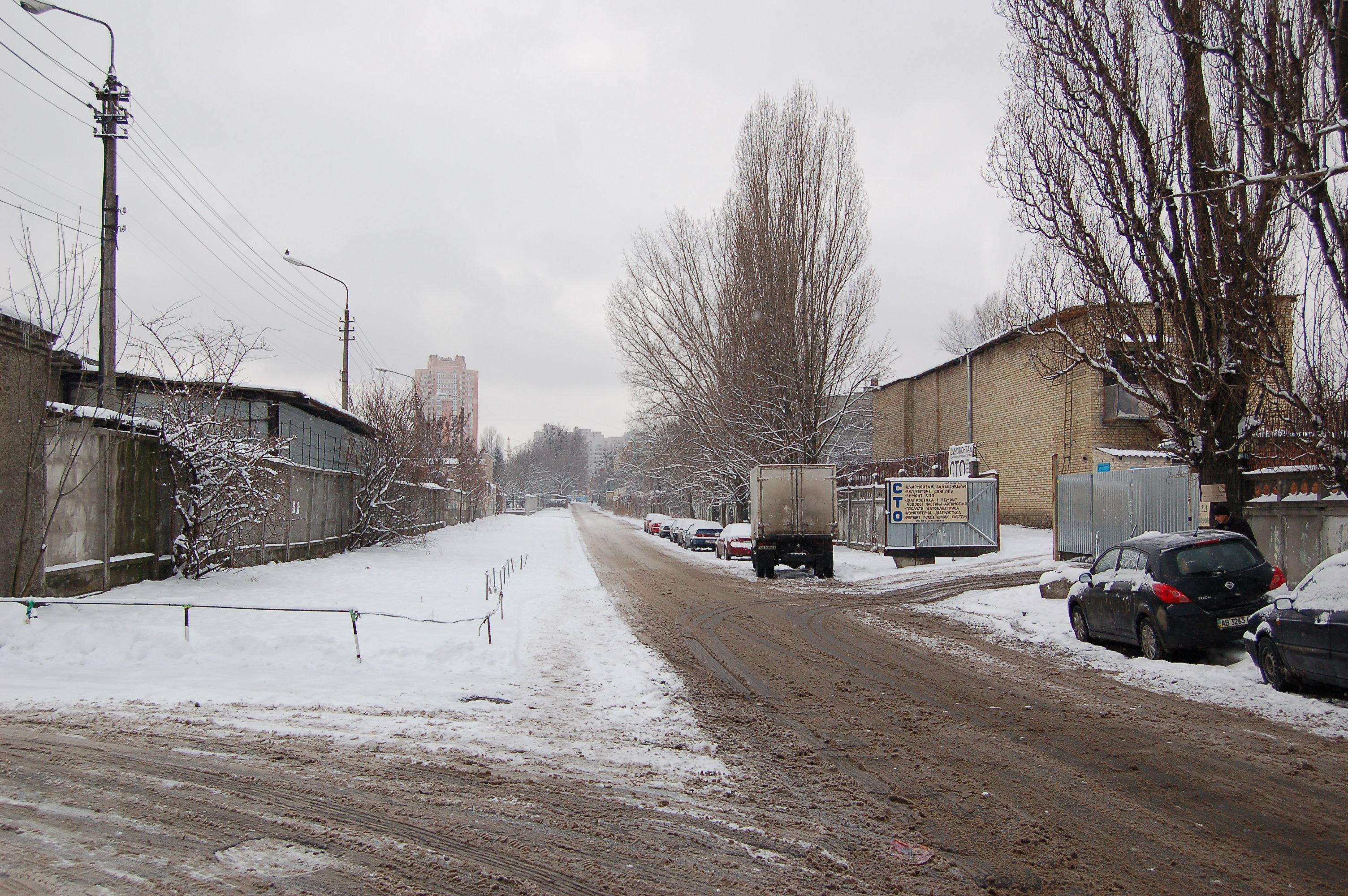
Західна частина вулиці
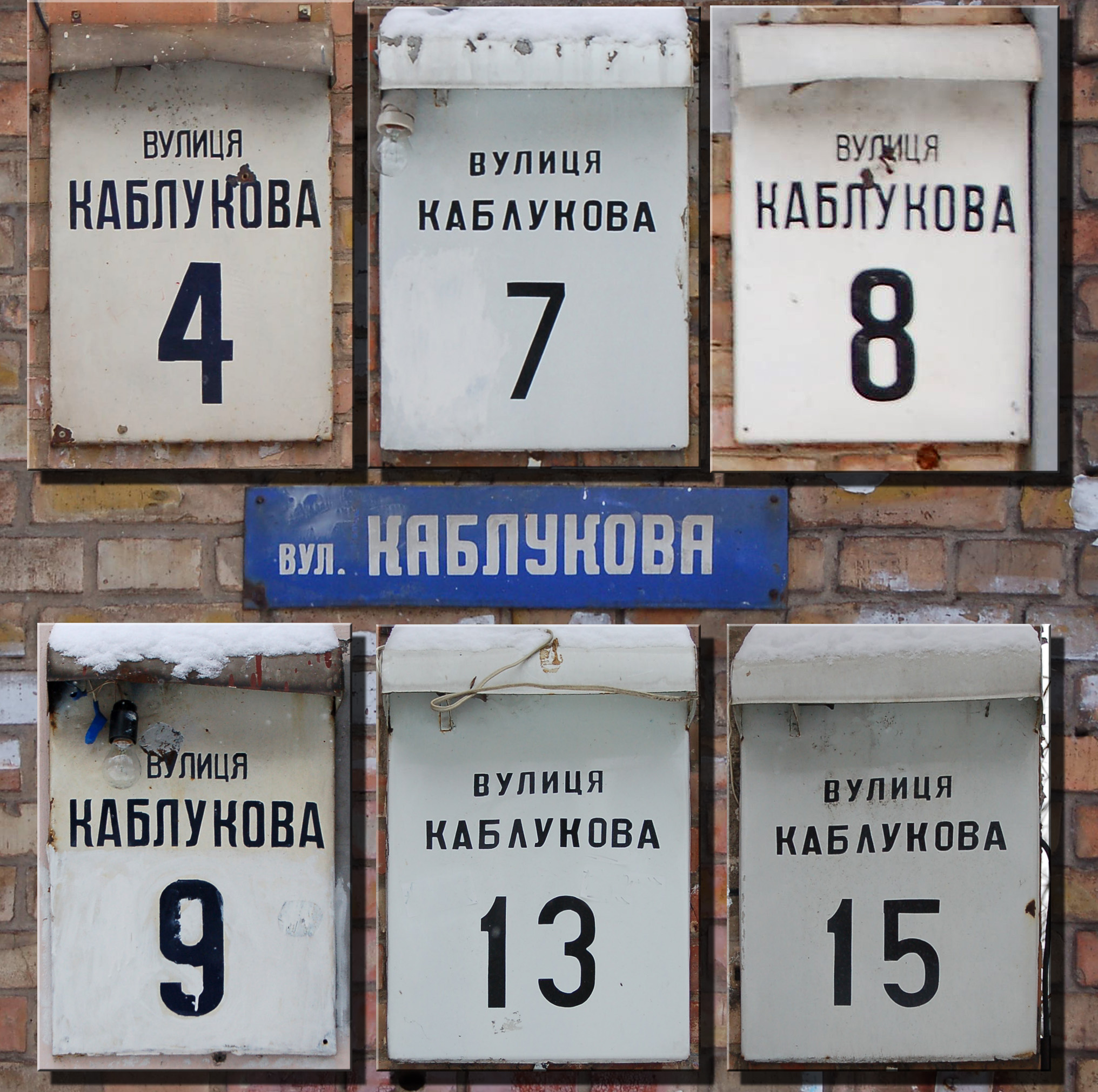
Адресні таблички
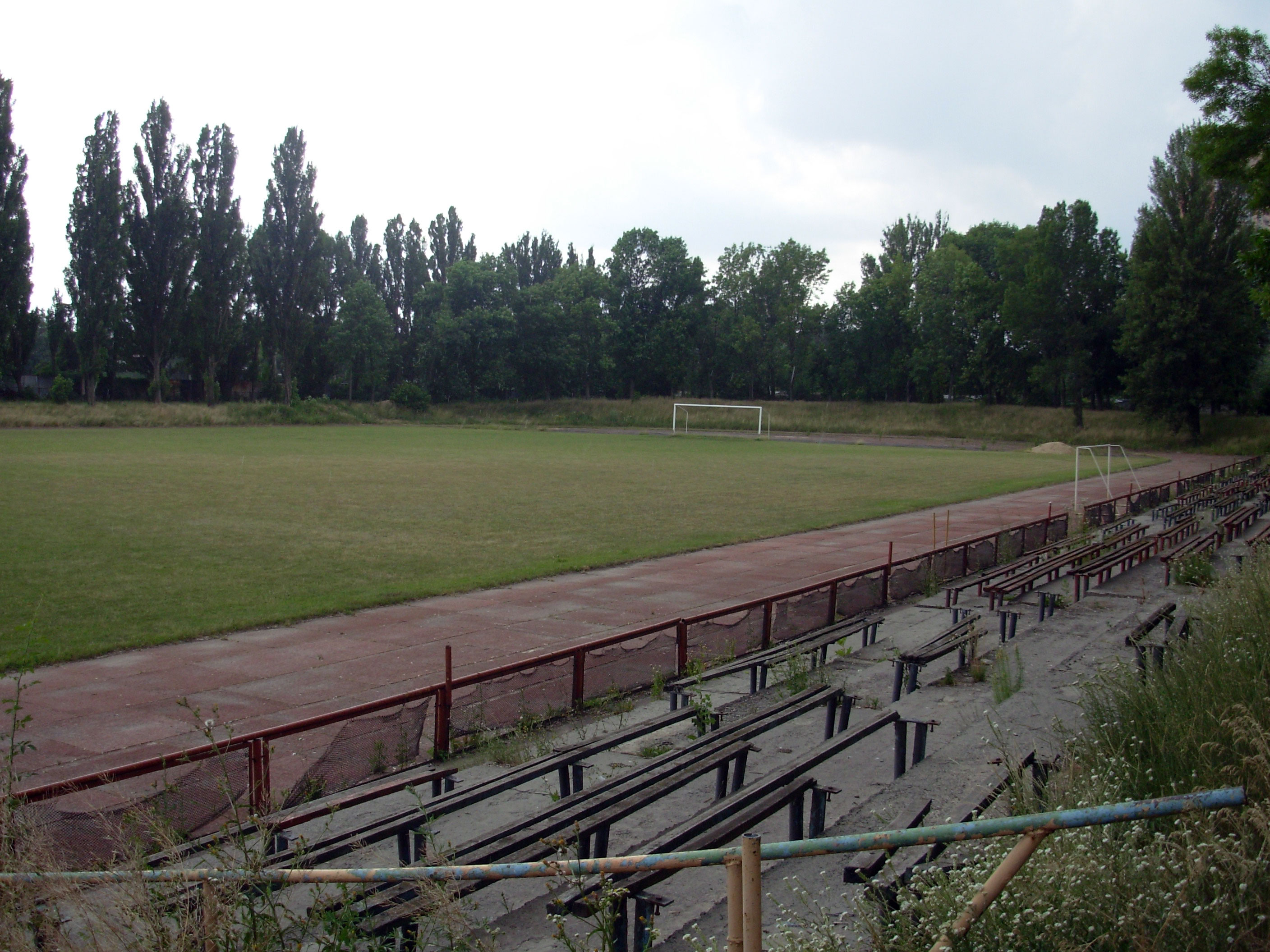
Стадіон «Металіст» (буд. № 26)